# Kolej Zakaukaska

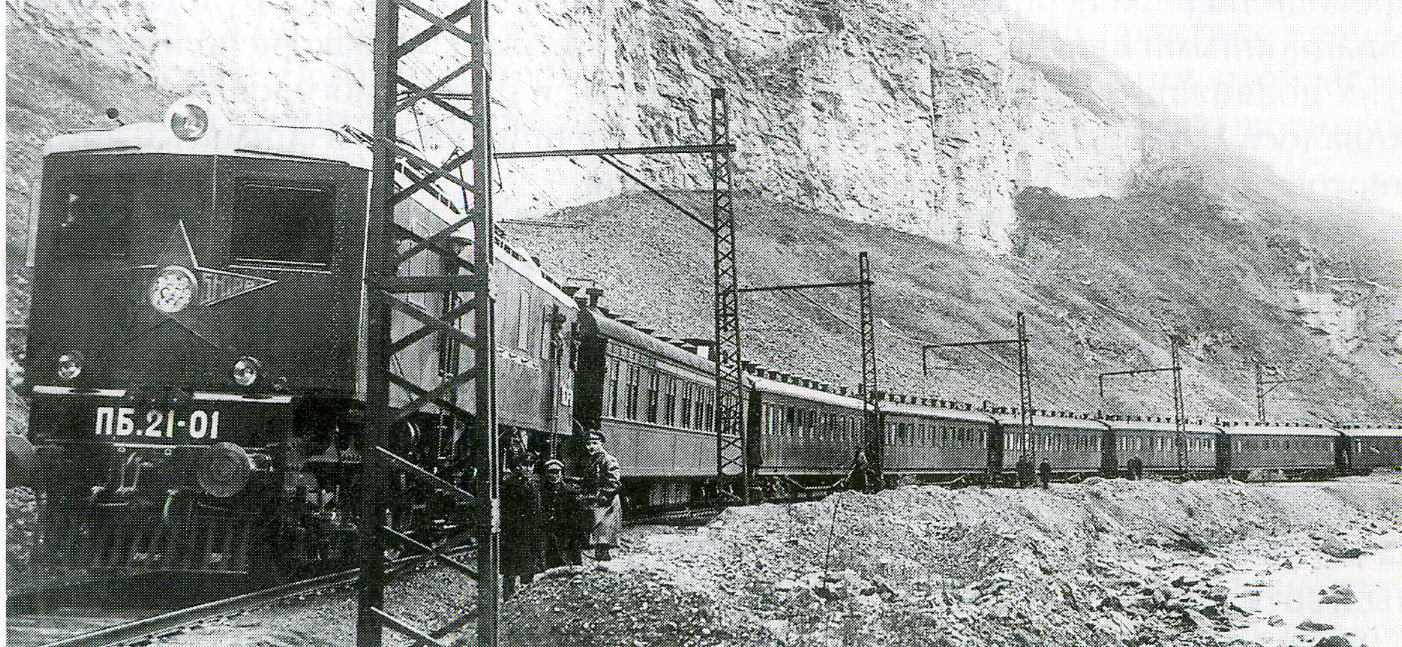
Pociąg pasażerski na linii Kolei Transkaukaskiej

Kolej Zakaukaska, Kolej Transkaukaska (ros. Закавказская железная дорога, ang. Transcaucasus Railway) – kolej działająca w Imperium Rosyjskim i ZSRR, na obszarze trzech ówczesnych Socjalistycznych Republik Radzieckich: Gruzińskiej, Armeńskiej i Azerbejdżańskiej, czyli na tzw. Kaukazie Południowym (nazywanym także Zakaukaziem).

## Historia
Początkowo kolej była budowana jako prywatna Kolej Poti-Tyfliska (Poti-Tifliskaja żeleznaja doroga), od 1879 roku funkcjonowała jako Koleje Zakaukaskie (Zakawkazskije żeleznyje dorogi). Zarząd kolei i siedziba spółki mieściły się w Tiflisie (obecne Tbilisi, będące stolicą Gruzji). W 1872 roku ukończono budowę pierwszej linii, która połączyła dwa gruzińskie miasta – Poti i Tiflis. W 1883 roku ukończono linię Baku – Tifilis – Batumi. Kolejne linie były budowane ze środków państwowych: w 1894 roku Michajłowo – Bordżomi, w 1899 roku Tifilis – Kars, w 1902 roku Aleksandropol – Erywań, po czym dalsze. W 1893 roku kolej została przekazana Ministerstwu Transportu (ros. MPS). W 1913 roku jej długość wynosiła 1767 wiorst (1885 km) i miała m.in. 646 parowozów. W 1918 roku koleje zakaukaskie zostały znacjonalizowane przez władzę radziecką.
W 1925 roku uruchomiono linię kolejową z Leninakanu do Artiku, dziesięć lat później relację Brotseula – Ckaltubo z odgałęzieniem do stacji Gumbrin; następnie linię z Gori do miast Cchinwali i Senaki (1940), Trasę Czarnomorską (1942) oraz linię Suchumi – Adler.
Kolej Zakaukaska za czasów swojego działania została całkowicie zelektryfikowana. Procedurę elektryfikacji rozpoczęto w roku 1932. W 1996 roku, z okazji elektryfikacji 25 000 kilometrów kolei państwowych, na stacji w dzisiejszym Dedoplisckaro, ustawiono pamiątkowy słup z napisem „25 000 km”. Elektryfikację na terytorium Gruzji zakończono w 1967 roku, zaś na terytorium Armenii pięć lat później – w roku 1972. Koleje na terytorium Azerbejdżanu nie należały już wówczas do Kolei Zakaukaskiej, były zarządzane przez  Koleje Azerbejdżańskie.
Kolej Zakaukaska odegrała ważną rolę we wprowadzaniu trakcji elektrycznej. Na odcinku przez Przełęcz Suramską testowano lokomotywy elektryczne z serii WŁ11, WŁ15 i WŁ19 – w lokomotywie WŁ19-01 po raz pierwszy przetestowano system hamowania odzyskowego. W 1942 roku po raz pierwszy w Związku Radzieckim zaprojektowano i zbudowano tu ruchome podstacje trakcyjne, rozpowszechnione później na wielu liniach zelektryfikowanych. W latach 70. XX wieku na odcinku Gori – Cchinwali testowano system sieci trakcyjnej o napięciu 6,6 kV.
W związku z przejściem na trakcję spalinową i elektryczną, musiano dostosować infrastrukturę do nowych potrzeb. Przy tej okazji wyremontowano także i wybudowano nowe dworce kolejowe. W strefach sejsmicznych zastosowano specjalne, indywidualne projekty dla stacji (mowa tu np. o stacjach w miejscowościach Oczamczyra, Suchumi, Gagra i Nowy Aton). Na Kolei Zakaukaskiej wielokrotnie korzystano z mostów, wiaduktów i tuneli. Przykładowo: odcinek linii Achalkalaki – Marabda, o ponad trzydziestu wiaduktach i mostach, w tym ze 110-metrową estakadą; albo trzykrotnie skracający długość trasy między Tbilisi a Erywaniem odcinek Iczewan – Hrazdan, zawierający 20 dużych mostów oraz tunele o łącznej długości 16 kilometrów (w tym ponad 8-kilometrowy Tunel Pambakski).
W 1973 roku kolej została odznaczona Orderem Rewolucji Październikowej.

## Infrastruktura
W 1990 roku:
- siedziba kolei znajdowała się w Tbilisi[6];
- długość eksploatowanych linii kolejowych wynosiła 2346 km[6];
- główne węzły komunikacyjne znajdowały się w Tbilisi, Giumri, Erywaniu, Samtredii i Chaszuri[6];
- kolej miała połączenie z torami tureckimi w Achurjanie[6].

## Po likwidacji
Po upadku Związku Radzieckiego infrastruktura przeszła w ręce trzech oddzielnych spółek: Sakartvelos Rkinigza (Gruzja), Koleje Południowokaukaskie (Armenia) i Azərbaycan Dəmir Yolları (Azerbejdżan); jednak konflikty regionalne wybuchłe w wyniku tego wydarzenia sparaliżowały ruch kolejowy na Zakaukaziu. Mimo upływu czasu i poprawy sytuacji tych państw, ruch kolejowy nie jest tak uporządkowany jak za czasów Związku Radzieckiego: kolej z Azerbejdżanu dojeżdża do Turcji, omijając terytorium Armenii, natomiast sama Armenia musi korzystać z tranzytu przez Gruzję podczas dostaw ładunku z i do Rosji. Jednocześnie władze Armenii nie przychylają się do przywrócenia połączeń komunikacyjnych przez swoje terytorium.